# Standards und Architekturen für E-Government-Anwendungen
In Deutschland hat die „Koordinierungs- und Beratungsstelle der Bundesregierung für Informationstechnik in der Bundesverwaltung“ (KBSt) im Rahmen der Initiative BundOnline 2005 das Dokument Standards und Architekturen für E-Government-Anwendungen (SAGA) veröffentlicht, das seit März 2008 in Version 4.0 sowie seit November 2011 in Version 5.0 vorliegt. Nach dem Abschluss von BundOnline wird SAGA als technische Konkretisierung der IT-Strategie des Bundes fortgeschrieben.

## Ziele
Die mit dem Dokument verfolgten Ziele sind in erster Linie Interoperabilität, Wiederverwendbarkeit, Offenheit, Reduktion von Kosten und Risiken sowie die Skalierbarkeit von E-Government-Anwendungen. Zur Erreichung dieser Ziele gibt SAGA eine Reihe von Empfehlungen bezüglich Architektur, Infrastruktur und zu verwendenden Standards und Technologien in E-Government-Projekten der Bundesverwaltung.

## Inhalte von SAGA
In SAGA werden alle relevanten Bereiche von E-Government-Anwendungen betrachtet. Dies reicht von Empfehlungen zur Software-Architektur, Methoden zur Daten- und Prozessmodellierung (ab SAGA 3.0) bis zu Vorgaben für eine sichere Infrastruktur. Als Herzstück des Dokuments werden oft die Empfehlungen zu Standards und Technologien angesehen. Festlegungen in diesem Bereich betreffen z. B. Standards für Datenbeschreibung (z. B. XML, XSD), Middleware-Technologien (z. B. Java EE, .Net-Framework), Sicherheitsstandards (z. B. ISIS-MTT) und Austauschformate für diverse Dateitypen wie Texte, Bilder, Audio- und Videodateien.

## SAGA als Interoperability Framework
SAGA ist das Government Interoperability Framework der deutschen Bundesverwaltung und wird in den Sprachen Deutsch und Englisch veröffentlicht. Andere Länder, wie die Schweiz, das Vereinigte Königreich, Australien, Indien oder Brasilien haben vergleichbare Rahmenwerke erarbeitet, die als Entscheidungshilfe für den Einsatz von technischen Standards im Bereich E-Government dienen.
Südafrika hat als erstes Land das ISO-zertifizierte ODF, eingesetzt z. B. im freien Office-Paket OpenOffice.org für Textverarbeitung und Tabellenkalkulation, als zwingenden Interoperabilitäts-Standard vorgeschrieben.
Die Aufnahme des ODF-Formats als empfohlener Standard in Deutschland ist mit der Veröffentlichung von SAGA 4.0 erfolgt.
Die Europäische Kommission unterstützt die EU-Mitgliedsländer durch das European Interoperability Framework (EIF) for Pan-European eGovernment Services (PEGS).

## Mitwirkung der Nutzer
Um die Interessen der Nutzer bei der Fortschreibung von SAGA zu berücksichtigen, hat der Beauftragte des Bundes für Informationstechnik (BfIT) (auch "CIO-Bund", derzeit Markus Richter) auf seinen Webseiten öffentliche Diskussionsforen eingerichtet, in denen u. a. Vorschläge für Standards entgegengenommen werden und die Anwendung von SAGA diskutiert wird. Des Weiteren wurde ein Expertenkreis aus Vertretern von Wirtschaft (beispielsweise Adobe, BITKOM, IBM, Microsoft, Oracle, SAP, sd&m, Sun Microsystems), Wissenschaft und Verwaltung eingerichtet, der an der Weiterentwicklung von SAGA beteiligt wird.

## Öffentliche Diskussion über SAGA
Die Festschreibung bestimmter „offener“ Standards und Technologien lässt darauf schließen, dass u. a. eine von nur einem oder wenigen Software-Herstellern geprägte Monokultur vermieden und im Besonderen die Dominanz von Microsoft-Produkten zurückgedrängt werden soll. Während die entsprechenden Festlegungen von vielen Anwendern und IT-Dienstleistern begrüßt werden, fühlen sich andere IT-Dienstleister, welche z. B. auf die Microsoft-Entwicklungsumgebung .NET (ASPX) aufsetzen, vom Wettbewerb um öffentliche Aufträge ausgeschlossen. Insbesondere seit Veröffentlichung von SAGA 3.0 ist sogar von einer gravierenden Marktverzerrung die Rede, da in zunehmendem Maße ausgewählte technische Lösungswege verbindlich vorgeschrieben bzw. ausgeschlossen werden.
Auch unter den Anwendern (Behörden des Bundes, einiger Länder und Kommunen) ist das Dokument wegen als allzu eng empfundener und allzu zahlreicher Festlegungen umstritten.
Kritisiert wird weiterhin, dass die Festschreibung heutiger Mainstream-Verfahren künftige innovative und alternative Softwaretechnologien (z. B. neuere "Smart Client"–basierte Konzepte von IBM und Microsoft) und somit den technischen Fortschritt insgesamt behindern könnte. Das Übermaß an Standardisierung führe nicht zu der angestrebten Kostenreduktion, sondern im Gegenteil zu gravierenden Mehrkosten.
Aus all diesen Gründen wird SAGA in der deutschen IT-Branche und in der Verwaltung sehr kontrovers diskutiert.
Dem gegenüber stehen vielfältige Projekte auf Bundes-, Landes- und Kommunalebene, in denen SAGA erfolgreich angewendet wurde. Auch die Adaption der Grundprinzipien von SAGA für vergleichbare Frameworks deutscher Bundesländer (z. B. Brandenburg) und anderer Staaten (z. B. SAGA.ch in der Schweiz) sprechen für die Bedeutung und die zumindest teilweise erreichte Akzeptanz für das Dokument. Für Kommunen hat die Universität Mannheim den Bekanntheitsgrad sowie die Akzeptanz des SAGA-Dokuments untersucht: im März 2007 wurde eine Umfrage an 214 Mitgliedsgemeinden des Deutschen Städtetags gerichtet. Die Ergebnisse der Studie zeigen auf, dass fast 90 % der Gemeinden das SAGA-Dokument kennen, wenn auch nicht durchgängig befürworten. Des Weiteren wurde ermittelt, dass der am meisten genutzte Teil von SAGA die Kapitel mit den Klassifizierungen von technischen Standards sind.
Der Branchenverband BITKOM, der die betroffene IT-Branche repräsentiert, kritisiert hingegen sehr deutlich den Mangel an Technologieneutralität und verweist auf eine schwerwiegende Benachteiligung mittelständischer Anbieter bei öffentlichen Ausschreibungen, u. a. wegen der besonders umstrittenen, zunehmend als Ausschlusskriterium angewandten „SAGA-Konformität“.
Neuere Bemühungen streben eine offenere Diskussion und Weiterentwicklung von SAGA an, dazu gehören u. a. eine halb-öffentliche Diskussionsgruppe im Business-Netzwerk XING sowie ein im Dezember 2008 initiiertes Open-Source-Projekt namens OpenSAGA, das sich der Förderung des SAGA-Standards auf Basis offener Software-Komponenten verschrieben hat.